# Guy Lombardo
Gaetano Alberto Lombardo, detto Guy (London, 19 giugno 1902 – Houston, 5 novembre 1977), è stato un direttore d'orchestra e violinista canadese.

## Biografia
Nato in Canada da genitori italiani immigrati dalla Campania, studiò violino e nel 1917 formò una sua banda musicale, the Royal Canadians. Dal 1929 cominciò a dirigere la sua orchestra nel corso del concerto di fine anno, trasmesso radiofonicamente in tutto il paese.
Soprannominato ironicamente "il re del corno" per la sua predilezione per i toni caldi e malinconici di questo strumento e deriso dai critici per la sua musica di facile impatto, ebbe una grandissima popolarità per il suo modo di dirigere quella che venne definita "la musica più dolce al di fuori del paradiso" (the sweetest music this side of heaven).
Dal 1929 al 1976 Lombardo diresse una serie di spettacoli radiofonici e televisivi in diretta durante i festeggiamenti annuali di Capodanno dal Roosevelt Hotel e dallo storico Waldorf-Astoria Hotel di New York City. Queste trasmissioni sulle reti NBC e CBS terminavano invariabilmente con l'interpretazione di Lombardo di "Auld Lang Syne". Queste trasmissioni erano così popolari tra il pubblico negli Stati Uniti che si guadagnò il soprannome "Mr New Years Eve" Ha ricevuto anche una menzione speciale dal Congresso degli Stati Uniti per questi messaggi annuali di speranza, pace e felicità per tutta l'umanità
Lombardo è stato invitato da Robert Moses a produrre revival dei principali musical di Broadway nel suo storico anfiteatro sul mare a Jones Beach, sulla costa meridionale di Long Island a New York. A partire dal 1954, Lombardo supervisionò la creazione di scenografie acquatiche glamour e realistiche, nonché di lussureggianti selezioni musicali, spesso arrangiate da suo fratello Carmen. Durante la produzione hsi di "Mardis Gras" nel 1965, la band di Louis Armstrong fu letteralmente portata sul palco su una chiatta che attraversava la laguna adiacente all'anfiteatro. Lombardo arrivava spesso sul suo yacht "Tempo IV" dopo ogni produzione musicale per dirigere la sua orchestra per i balli all'aperto che la sera si tenevano accanto al teatro.
Per due decenni Lombardo ha collaborato con diversi importanti artisti musicali nelle sue produzioni, tra cui: Nancy Dussault (South Pacific, 1968)
, Constance Towers (The Sound of Music, 1971)
, Arthur Treacher (Paradise Lost, 1961) e Jules Munshin (Hit the Deck, 1960). 
Nel 1944 il suo disco It's Love-Love-Love raggiunse la prima posizione nella Billboard Hot 100 per due settimane. Nel 1954, l'Orchestra di Guy Lombardo vendette oltre 100 milioni di album e apparve a Washington D.C. ai balli inaugurali di tutti i presidenti degli Stati Uniti, da Franklin Roosevelt a Dwight D. Eisenhower. Si esibì anche durante il ballo inaugurale del presidente Ronald Reagan nel 1985.
Nel 1975 apparve nel ruolo di se stesso nell'episodio La notte di San Silvestro (The Adventure of Auld Lang Syne) della serie televisiva poliziesca Ellery Queen.
Nel 1976 regala l'ultima soddisfazione,  esibendosi presso il teatro comunale di Treviso. 
Viene citato nel cartone animato Yellow Submarine da un Bieco Blu.
Il trombettista jazz Louis Armstrong si riferiva spesso alla Royal Canadians Orchestra di Guy Lombardo come al suo gruppo jazz preferito. Inoltre l'orchestra da ballo di Lombardo gode di ampia popolarità sia tra il pubblico bianco che tra il pubblico afroamericano in molte location, tra cui la Savoy Ballroom di Harlem.
Citato nel fumetto "Robert Moses. Il Signore segreto di New York", di Pierre Christin e Olivier Balez, pag. 59, BAO Publishing.

## Filmografia
- La taverna delle stelle (Stage Door Canteen), regia di Frank Borzage (1943)
- Ellery Queen - serie TV, episodio 1x01 (1975)